# Tillandsia membranacifolia
Tillandsia membranacifolia är en gräsväxtart som beskrevs av Lyman Bradford Smith. Tillandsia membranacifolia ingår i släktet Tillandsia och familjen Bromeliaceae. Inga underarter finns listade i Catalogue of Life.